# Water (Gregory Porter)
Water è il primo album in studio del musicista statunitense Gregory Porter, pubblicato nel 2010.

## Tracce
Testi e musiche di Gregory Porter, eccetto dove indicato.
1. Illusion – 3:02
2. Pretty – 6:19
3. Magic Cup – 6:11
4. Skylark – 8:17 (Hoagy Carmichael, Johnny Mercer)
5. Black Nile – 4:55 (Wayne Shorter)
6. Wisdom – 9:30 (Daniel Jackson, Gregory Porter)
7. 1960 What? – 12:26
8. But Beautiful – 5:34 (Jimmy van Heusen, Johnny Burke)
9. Lonely One – 5:41
10. Water – 4:01
11. Feeling Good – 3:01 (Anthony Newley, Leslie Bricusse)